# Етіада
Етіада (дав.-гр. Ετίας) — персонаж давньогрецьких міфів, дочка троянського царевича Енея та Креуси. Вона відома з єдиного свідчення з праці античного географа Павсанія «Опис Еллади». Після поразки у Троянській війні, вцілілі тевкри, під началом Енея, пливли поблизу Лаконії коли шторм змусив їх пристати до берега затоки, яка пізніше стала зватися Бойатійською. Тут Еней заснував два міста Афродісіаду та Етіду, які назвав на честь своєї матері та дочки відповідно.